# Bygland község
Bygland község (norvégul: Bygland kommune) község Norvégiában, Aust-Agder megyében. Közigazgatási központja Bygland település.

## Földrajz
Setesdal völgy és hagyományos régió közepén fekszik (amely Byglandon kívül magában foglalja Bykle, Valle, Iveland és Evje og Hornnes községeket is). A jégmarta hardangeri fennsíkon eredő és a völgyet átszelő Otra folyó Byglandon is keresztülhalad.
A község területének zöme 700 méteres tengerszint feletti magasságnál feljebb fekszik. A község a déli Byglandsfjord városkától az északi Langeid farmjaiig terjed. Itt található az Otra folyón 40 kilométer hosszan elnyúló Byglandsfjord.
Bygland északi szomszédja az aust-agderi Valle község, keleten a telemarki Fyresdal és a vest-agderi Åmli, délen Froland és Evje og Hornnes (Mindkettő Aust-Agder), nyugaton Åseral, Kvinesdal és Sirdal (mind Vest-Agder).

## Történelem
Bygland községet 1838-ban alapították (lásd: formannskapsdistrikt).
Címerét a község 1991-ben kapta, hiúzt ábrázol. (Lásd még: Hamarøy éd Hemsedal címerei.)

## Települések
A község települései (200 lakos felett):
| Település     | Népesség | Megjegyzés |
| ------------- | -------- | ---------- |
| Byglandsfjord | 376      |            |